# Genesio di Lione
Genesio di Lione (Genestus, Genes) (Francia, ... – 1º novembre 678) è stato un arcivescovo franco, 37° vescovo di Lione, venerato come santo dalla Chiesa cattolica.

## Biografia
Francese di nascita, divenne religioso ed abate, legato alla corte di Clodoveo II, dove svolgeva le funzioni di capo elemosiniere per la regina Batilde.
Fu Batilde ad affidargli dopo il 656 l'incarico di organizzare la nascente abbazia di Chelles, da poco fondata dalla sovrana, e per far ciò Genesio si recò all'abbazia di Notre-Dame de Jouarre a richiedere alcune monache per introdurre a Chelles la loro osservanze.
Ereditò la sede vescovile di Lione da Ennemondo e venne consacrato nel 657 o 658. Leggiamo il suo nome, per la prima volta associato al ruolo di vescovo, in data 6 settembre 664, in calce ad uno scritto opera di Bertefredo, vescovo di Amiens, diretto all'abbazia di Corbie.
Il 26 giugno 667 sottoscrisse un altro documento vergato da Drauscio, vescovo di Soissons, per un convento della Beata Vergine fondato da Ebroino, maggiordomo di palazzo, e da sua moglie Leutrude. Nel conflitto tra Ebroino e il vescovo Leodegario di Autun (675-676), Genesio si schierò dalla parte del secondo, ed in conseguenza di ciò venne attaccato da una banda di armati inviata da Ebroino per cacciarlo da Lione; Genesio riuscì a raccogliere delle truppe per difendere con successo la propria città.
Sulla cattedra vescovile di Lione gli succedette Landebertus (san Lamberto).

## Culto
Le sue spoglie rimasero a Lione nella chiesa di Saint-Nizier sino al principio del XIV secolo, quando vennero traslate all'abbazia di Chelles.
La Chiesa cattolica lo festeggia il 1º novembre, ma viene ricordato anche il 3 novembre a Lione e il 5 novembre a Meaux.